# Vleesetende plant

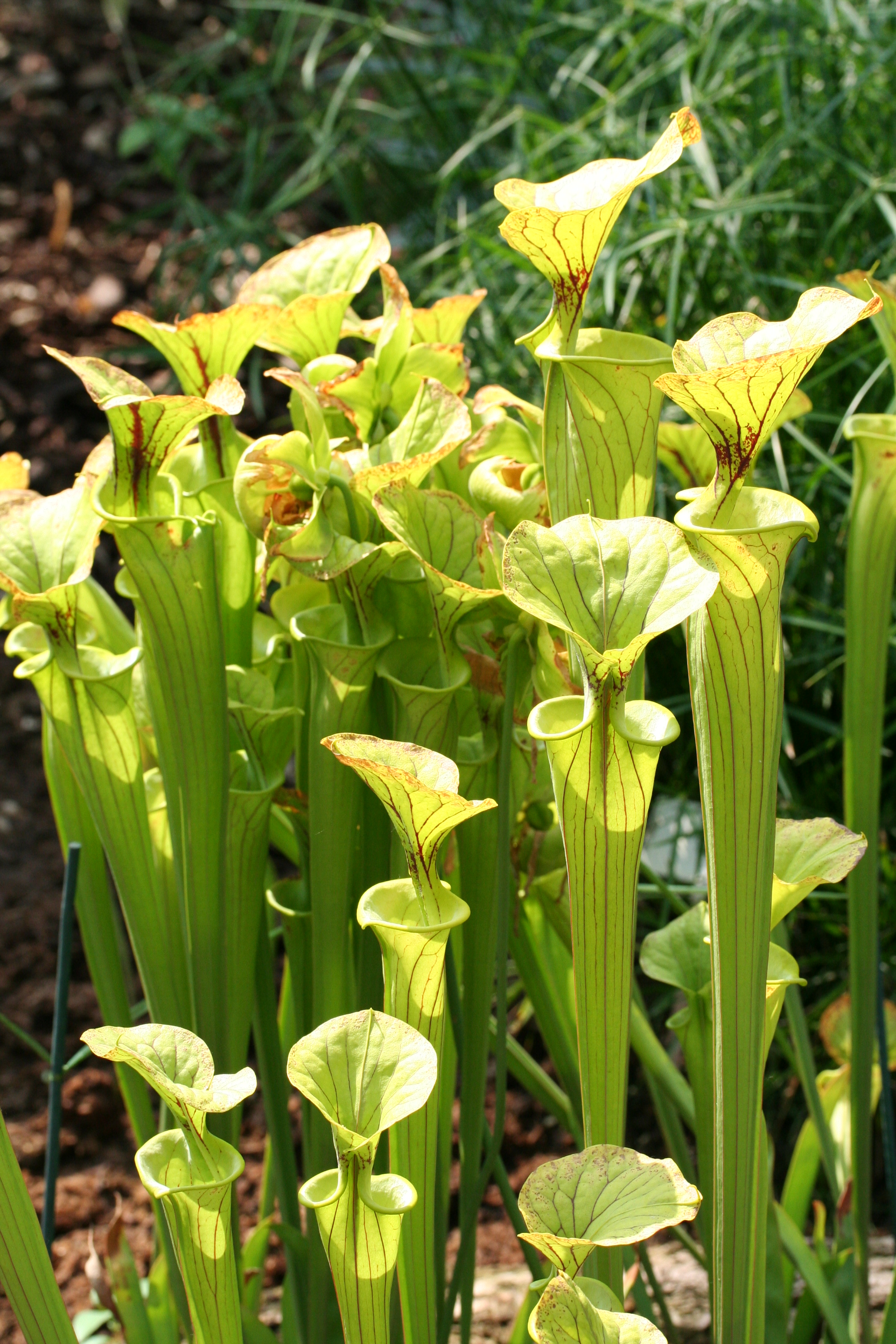
Trompetbekerplanten

Vleesetende planten halen hun voedingsstoffen behalve uit de grond ook uit kleine dieren, meestal insecten of spinnen. Ze worden ook wel carnivore planten genoemd. De prooi wordt eerst gelokt en vervolgens vastgehouden, gedood en verteerd. De opgeloste voedingsstoffen kunnen dan door de plant worden opgenomen.
Men vindt vleesetende planten meestal in ombrotrofe, oligotrofe gebieden, zoals veenmoerassen. De planten komen overal ter wereld voor, maar zijn zeldzaam geworden door het verdwijnen van hun habitat: het voedselarme ven.
De echte vleesetende planten zijn geëvolueerd in ten minste tien gescheiden afstammingen. Deze zijn nu vertegenwoordigd door meerdere geslachten in vijf families. In totaal zijn er 630 soorten die hun prooi lokken, vangen en verteren.

## Soorten vallen

### Kleefval

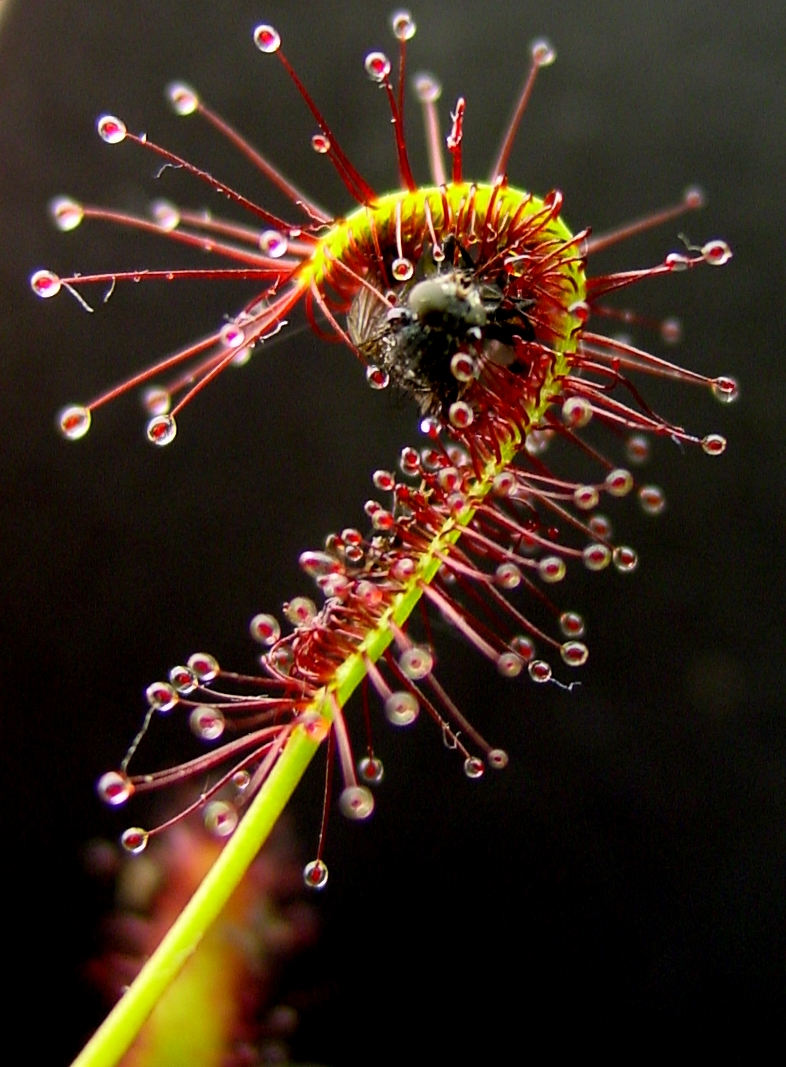
Kleverige tentakels van een Kaapse zonnedauw

Een kleefval bestaat uit het blad met daarop tentakels, kleverige klierharen. Op de top van de haren zit een verdikking, die een kleverige afscheiding aanmaakt in de vorm van druppels plakkerig vocht dat doet denken aan ochtenddauw. De zonnedauw heeft daaraan zijn naam aan te danken. De druppels zien er voor insecten smakelijk uit en verspreiden een geur die insecten aantrekt. Als een insect ermee in aanraking komt, of op het blad landt om van de druppeltjes te eten, blijft het plakken. Als het insect zichzelf probeert te bevrijden komt het alleen maar meer onder de kleverige afscheiding te zitten. Wanneer een prooi gevangen is, rolt het blad zich langzaam om het insect (dat duurt enkele minuten tot maximaal een dag) om zo een maximale oppervlakte te beslaan. De afscheiding van enzymen zorgt voor de vertering, waarna de plant de stikstofrijke voedingssappen opneemt. Planten met dit mechanisme zijn zonnedauw, vetblad, Drosophyllum en Byblis. Zonnedauw en vetblad komen ook in delen van België en Nederland voor.

### Dichtklappende val

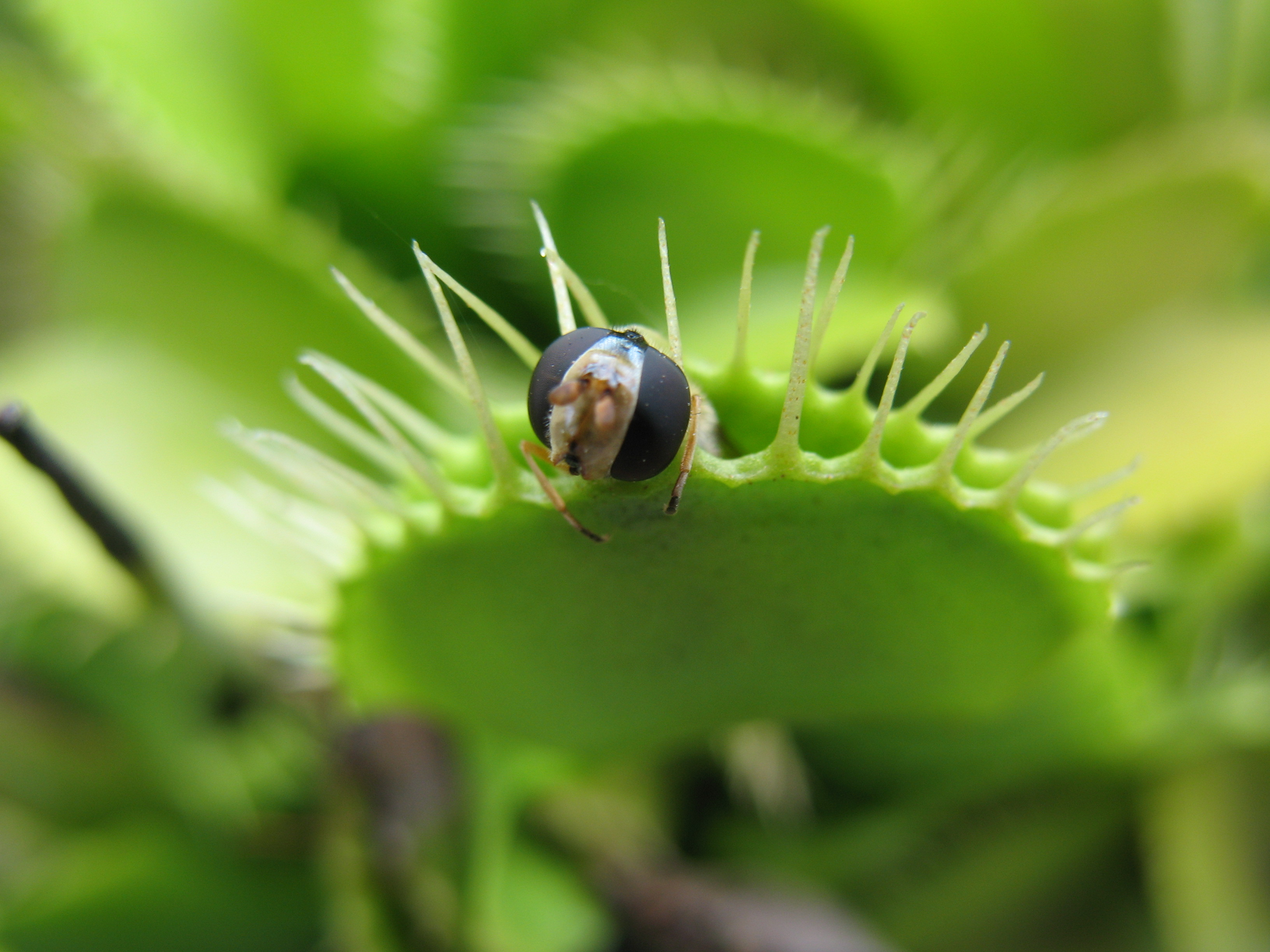
De venusvliegenvanger

Een klapval bestaat uit twee bladhelften die snel kunnen dichtklappen. Binnenin zitten per blad drie tot negen voelhaartjes. Als twee haartjes binnen 20 seconden worden aangeraakt, klapt het mechanisme dicht. Regendruppels en windvlagen gaan te langzaam en hebben dus geen effect. De planten kunnen dichtklappen in 0,5 tot 30 seconden, dat is verschillend per plant, maar is ook afhankelijk van de temperatuur, de luchtvochtigheid en hoe snel de haartjes worden aangeraakt. Een groot insect zal sneller twee verschillende haartjes aanraken, waardoor de val sneller zal dichtklappen dan bij een klein insect. Tussen de dichtgeklapte bladeren komt een afscheiding vrij die het insect verteert, wat twee tot tien dagen duurt. Daarna neemt de plant de voedingssappen op en blijft het lege omhulseltje achter. De enige planten met dit mechanisme zijn de venusvliegenvanger (Dionaea muscipula) en de watervliegenval (Aldrovanda vesiculosa).

### Bekerval

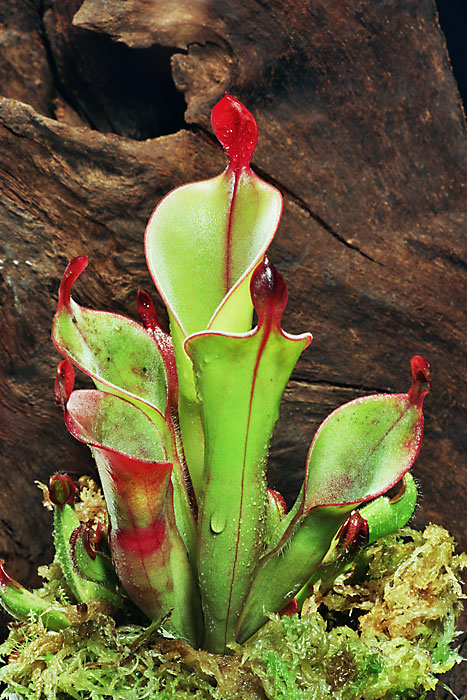
Heliamphora chimantensis

Een ascidium of bekerval is een bekervormig blad dat een valkuil vormt in de vorm van een beker. De rand van de beker (de bovenzijde) is zeer glad. Er zitten kleine verticaal gerichte gleufjes in. Een insect of ander dier dat zich hierop bevindt, kan geen houvast vinden en valt in de beker. Net onder de rand zitten stevige haartjes, die naar beneden gericht staan. Deze haartjes maken het vrijwel onmogelijk te ontsnappen. In de beker van de plant bevindt zich een waterige, zure afscheiding die het gevangen prooidiertje verteert. De trompetbekerplant (Sarracenia) uit Noord-Amerika en de zonnebekerplant (Heliamphora) uit Zuid-Amerika hebben langwerpige vallen. De tropische bekerplant Nepenthes groeit in Madagaskar en Azië en heeft bladeren met aan het eind van elk blad een verlenging van de nerf met aan het eind een beker.

### Zuigval

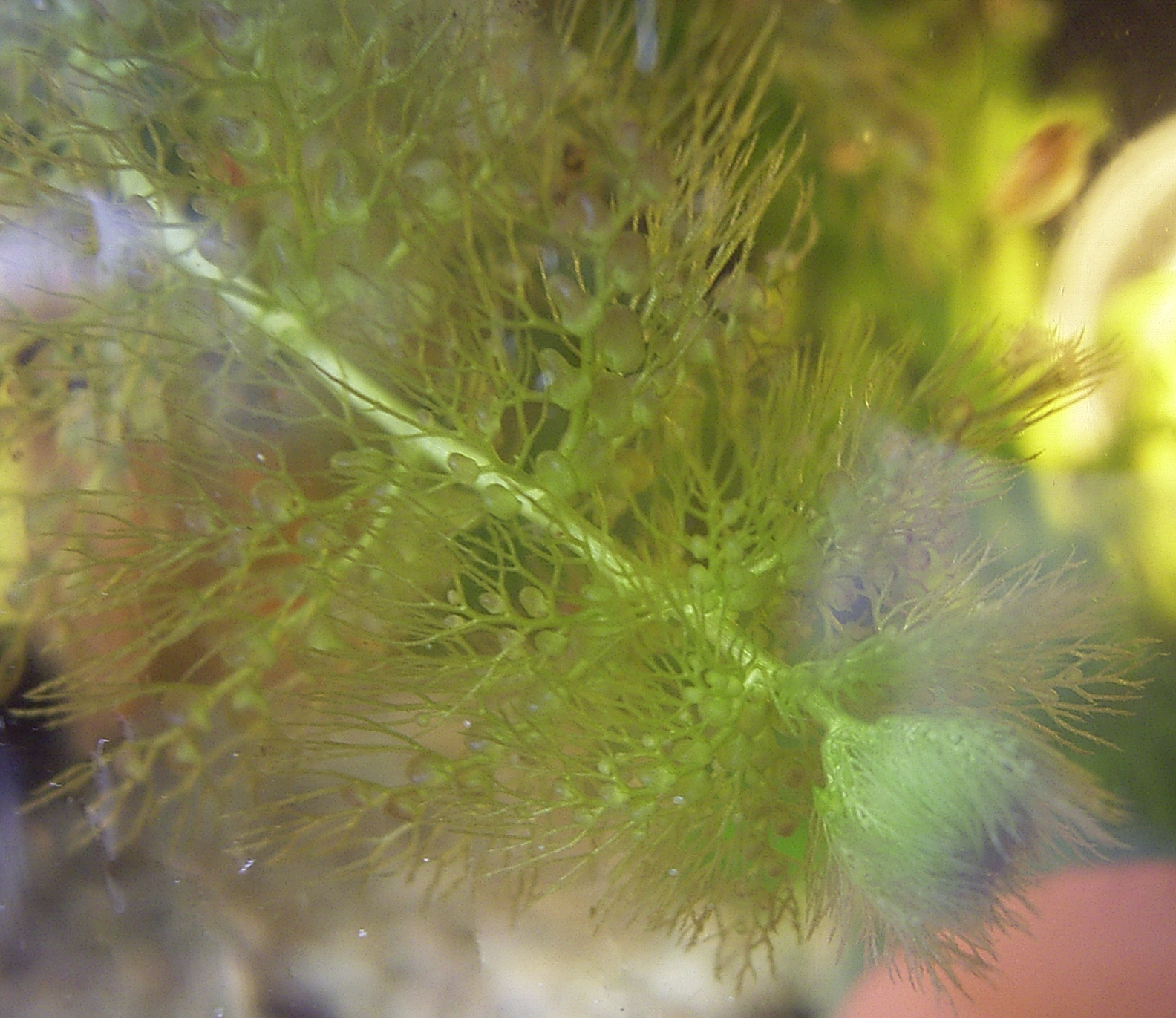
Onderwaterval van groot blaasjeskruid

Zuigvallen functioneren onder water. Planten met dit mechanisme hebben binnen de door het blad gevormde holte onderdruk, die bij aanraking door een prooidier plotseling wordt opgeheven. Hierdoor worden water en eventuele prooidieren naar binnen gezogen. Blaasjeskruid (Utricularia) is het enige geslacht dat van dit principe gebruikmaakt.

### Fuikval

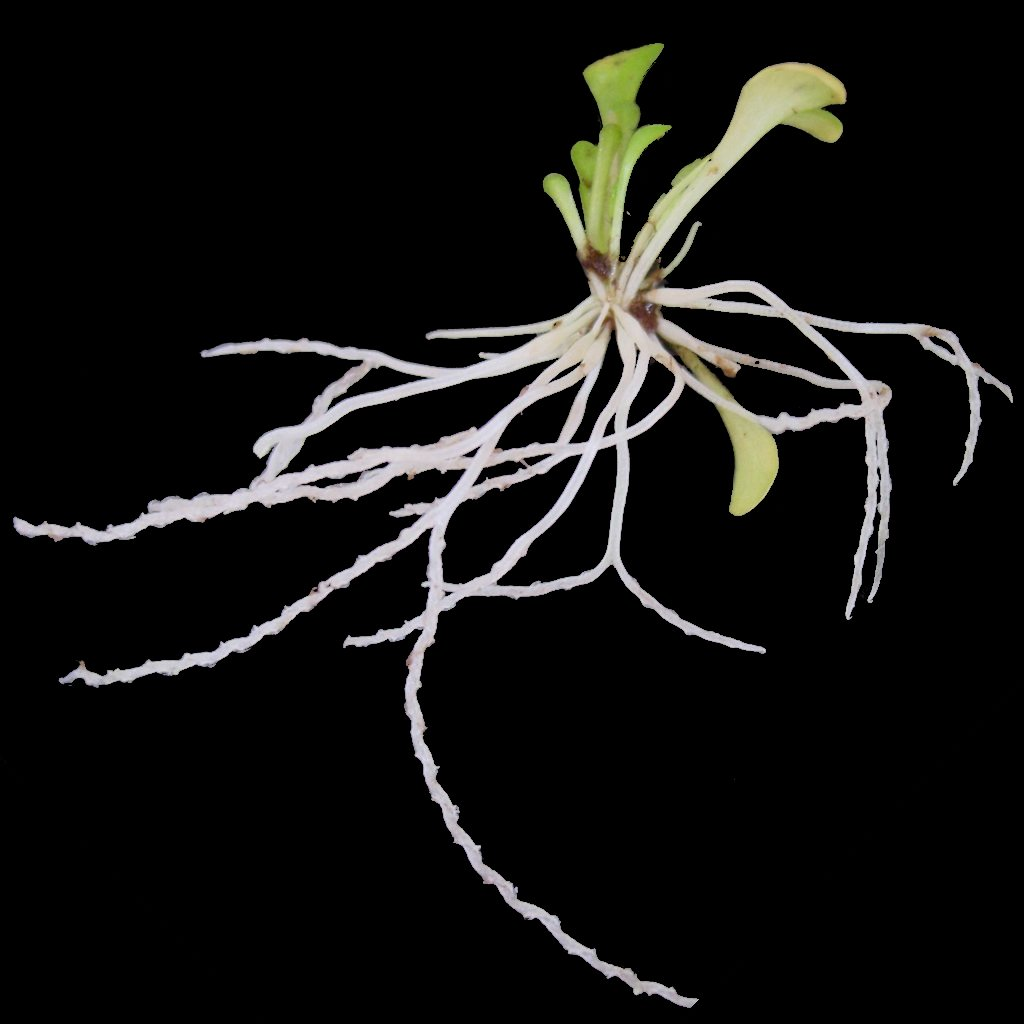
Genlisea violacea wortelval en bladeren
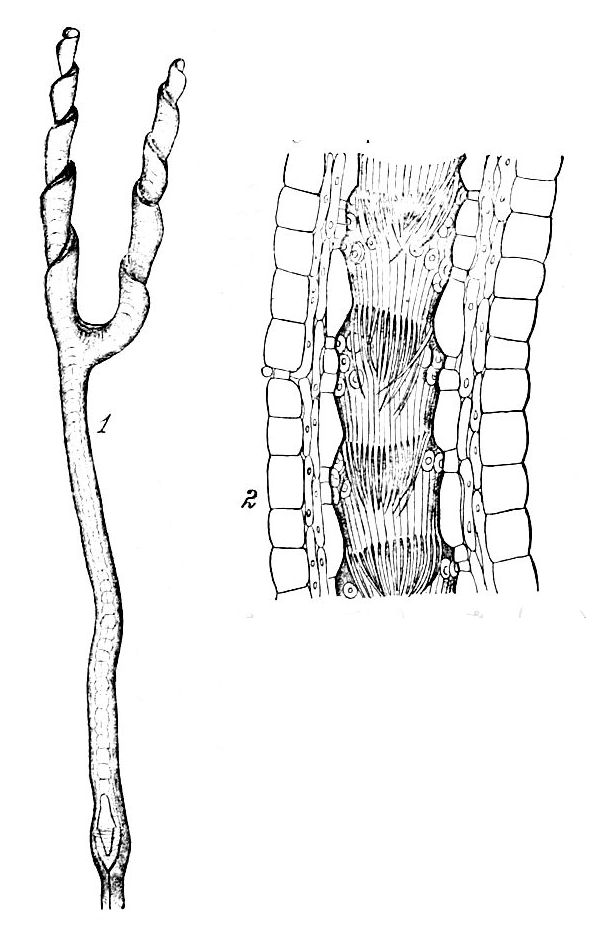
Genlisea aurea, overlangse doorsnede van de wortel

Bij fuikvallen is de binnenkant van de wortel met naar binnen gerichte, stevige haren bezet, waardoor de dieren minder makkelijk weer naar buiten kunnen. Voorbeeld: het in tropisch Afrika en Zuid-Amerika voorkomende geslacht Genlisea met ca. 20 soorten.

## Kweken

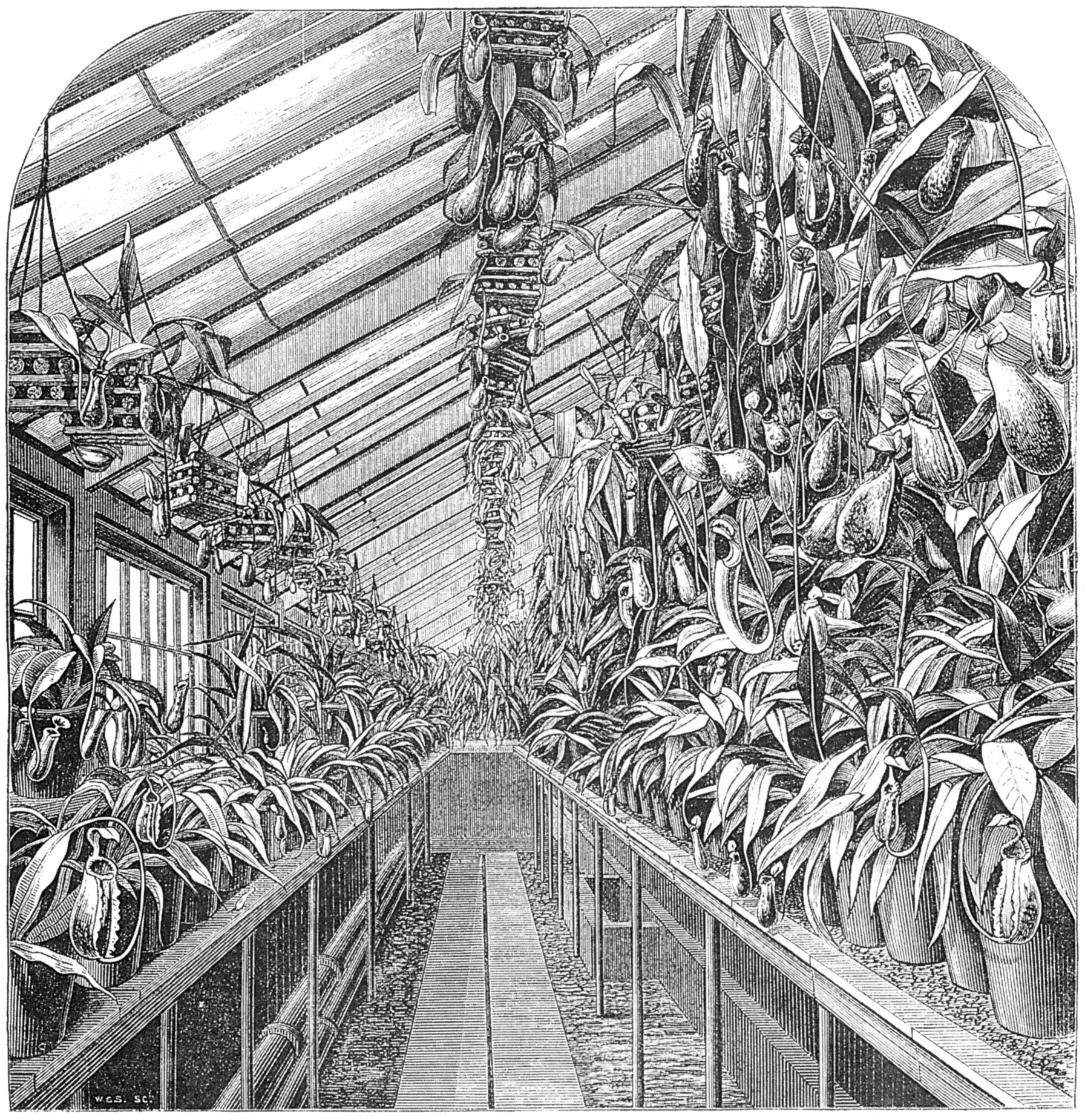
De Nepenthes-kas van de Veitch and Sons-kwekerijen

Vleesetende planten worden gekweekt voor de verkoop als kamerplant of voor hobbyisten. Veel soorten zijn attractief als kamerplant vanwege de vaak mooie vormen en kleuren. Ze groeien goed bij kamertemperatuur op een voedingsarme bodem zoals tuinturf. Men kan vleesetende planten kweken en vermeerderen door zaaien, bladstekken, en wortelstekken. De planten hebben een hoge relatieve luchtvochtigheid en voldoende licht nodig en kunnen niet tegen hard kraanwater, er wordt daarom vaak regenwater of gedestilleerd water gebruikt.
Nepenthes-soorten zijn moeilijk in leven te houden, aangezien deze planten bij onvoldoende luchtvochtigheid geen bekers meer vormen. Ze kunnen dan geen dieren meer vangen en krijgen een tekort aan de mineralen, die ze normaal gesproken uit de insecten halen. De planten kunnen niet tegen het toevoegen van voedingsstoffen aan de grond.
De International Carnivorous Plant Society (ICPS) is een internationale vereniging die zich richt op de promotie van alle aspecten betreffende vleesetende planten.

## Soorten per familie
- familie Lentibulariaceae:
  - Blaasjeskruid (Utricularia)
  - Genlisea met o.a. Genlisea violacea
  - Vetblad (Pinguicula vulgaris)
- familie Byblidaceae:
  - Regenboogplant (Byblis)
- familie Cephalotaceae:
  - Australische bekerplant (Cephalotus follicularis)
- familie Nepenthaceae:
  - Tropische bekerplant (Nepenthes)
- familie Sarraceniaceae:
  - Cobralelie (Darlingtonia californica)
  - Zonnebekerplant (Heliamphora)
  - Trompetbekerplant (Sarracenia)
- familie Bromeliaceae:
  - Brocchinia reducta
- familie Droseraceae:
  - Watervliegenval (Aldrovanda vesiculosa)
  - Venusvliegenvanger (Dionaea muscipula)
  - Zonnedauw (Drosera)

## Semicarnivore planten
Er bestaan ook semicarnivore planten: planten die wel dieren vangen, maar ze niet zelf verteren. Sommige soorten gebruiken hiervoor bacteriën die op de bladeren wonen. Andere vormen een biotoop voor kleine insecten die de gevangen insecten opeten, waarna de plant leeft van de uitwerpselen. Een voorbeeld hiervan is Roridula gorgonias. Het woord semicarnivoor wordt ook weleens gebruikt voor 'echte' vleesetende planten, die dieren vangen en verteren, maar ook zonder dierlijk voedsel in leven blijven, zoals het vetblad (Pinguicula vulgaris).